# Gastronomía de la provincia de Ciudad Real

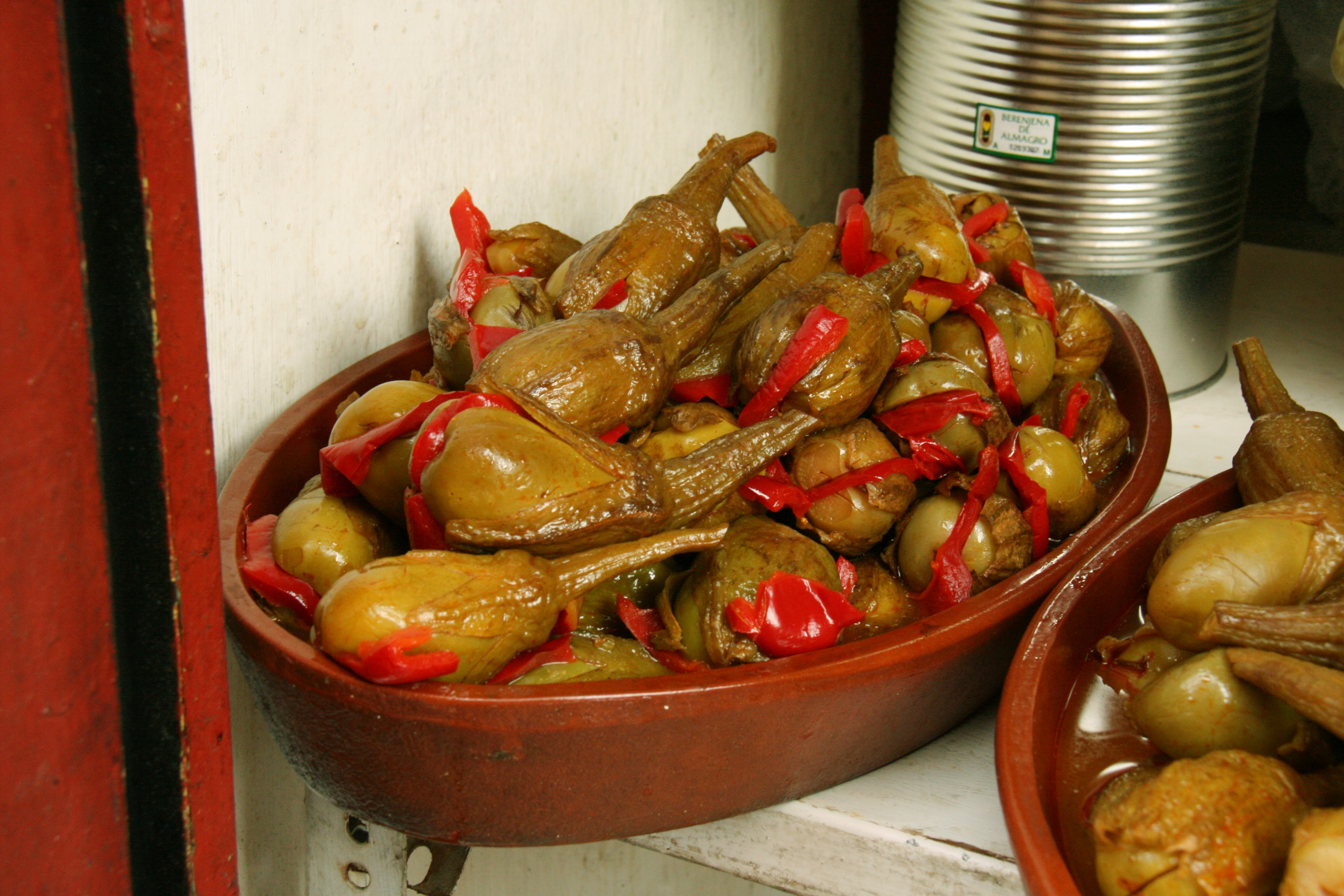
Las berenjenas de Almagro con su pasta de pimiento y atravesadas por un palo de hinojo.

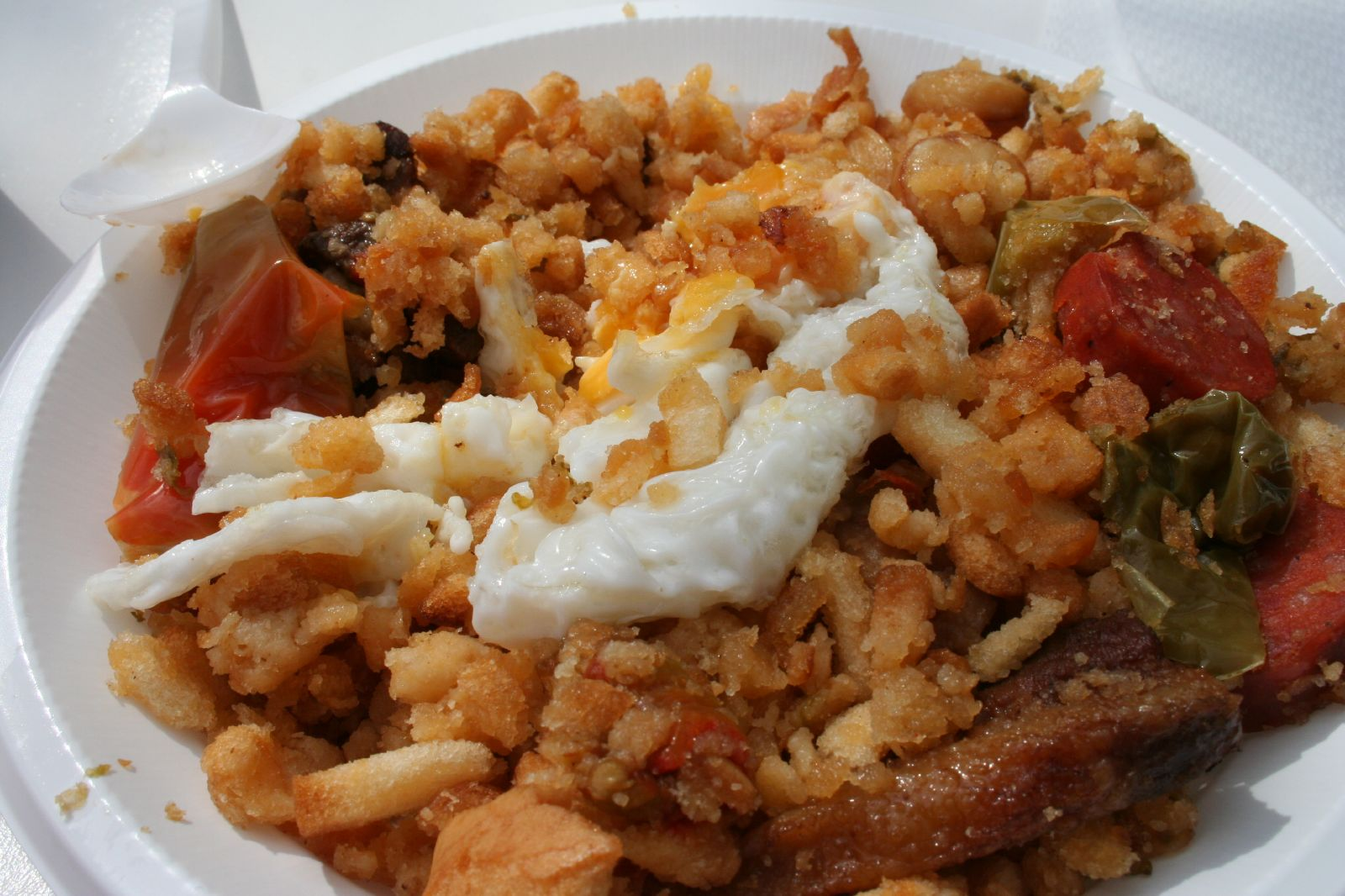
Un plato de migas.

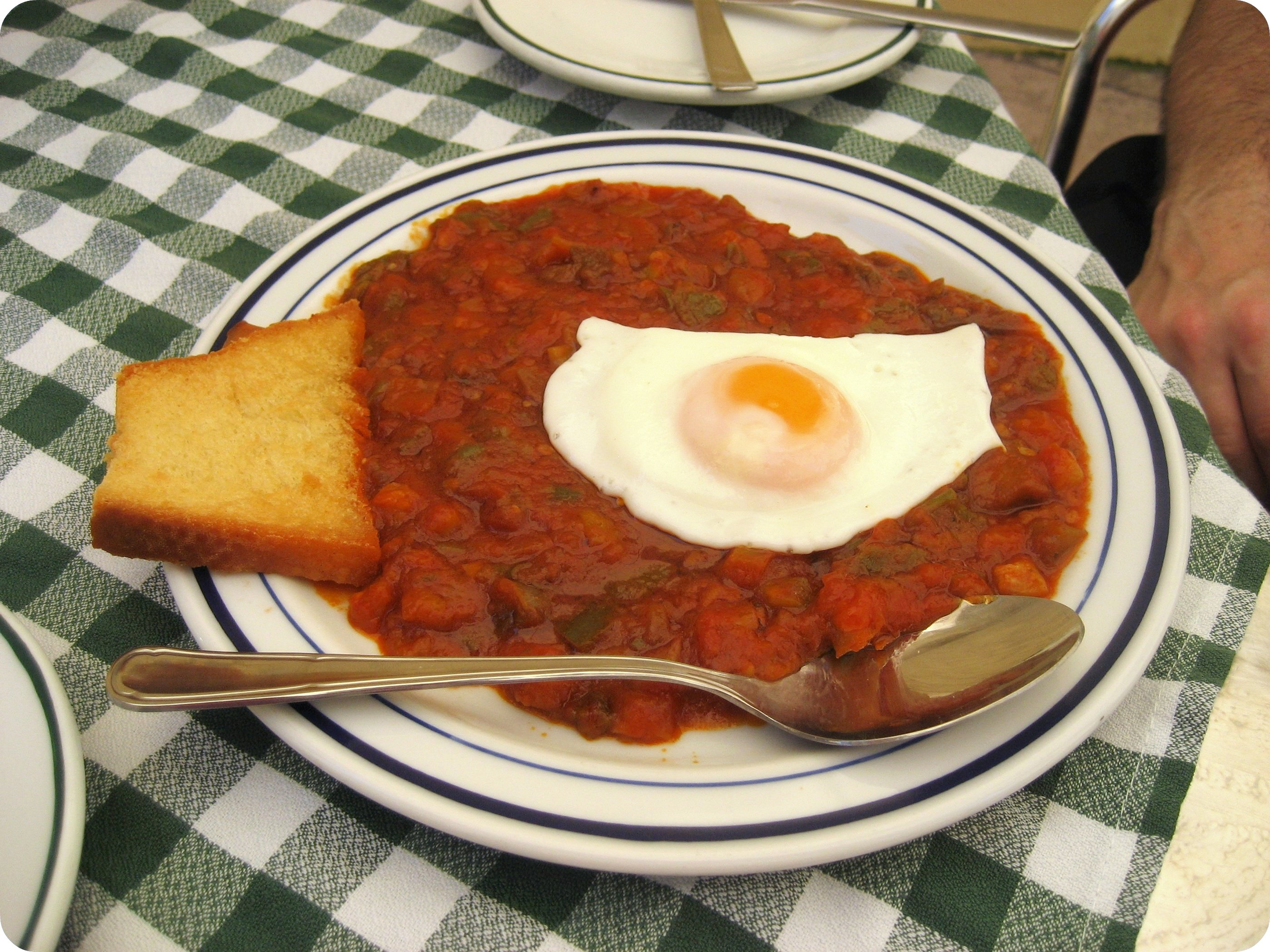
Pisto manchego.

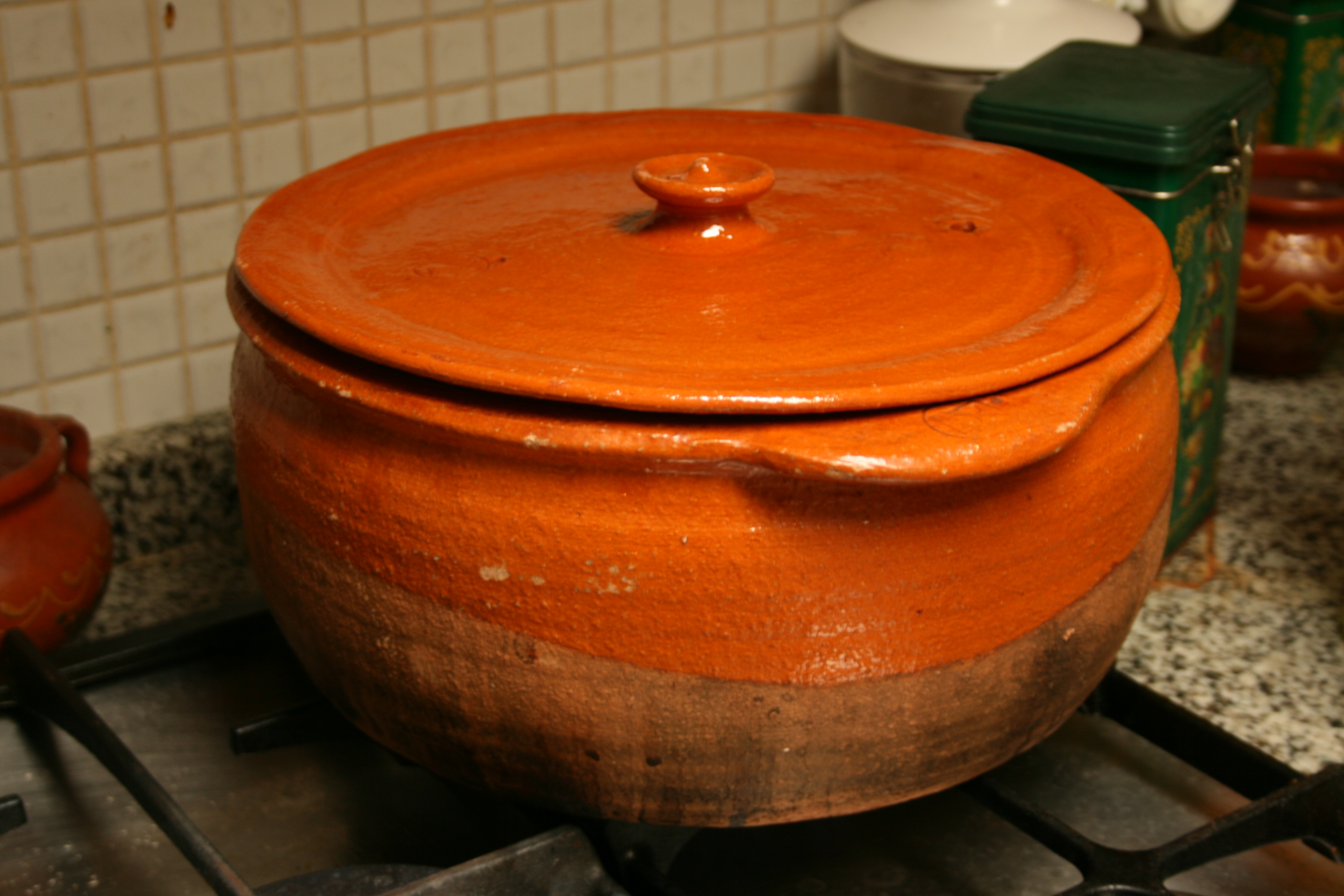
Olla de barro típica donde se guisa el tojunto.

La gastronomía de la provincia de Ciudad Real es el conjunto de platos y costumbres culinarias existentes en la provincia de Ciudad Real. Un poco menos de la mitad de la superficie de la provincia se dedica a la producción vitivinícola. Su cocina se engloba dentro la gastronomía manchega, aunque posee grandes influencias andaluzas. De la misma forma se hace sentir influencias de la cercanía de la cocina extremeña. Existen abundantes posibilidades de carne de caza, siendo famosos los cotos de perdiz roja.

## Historia
El origen  las de algunas preparaciones como el uso de las berenjenas puede remontarse a la cocina andalusí, debido a que fueron ellos quienes la trajeron a España. Dejando en Almagro no sólo el fruto sino la forma de conservación. Hay refranes del siglo XVII que mencionan la abundancia de las berenjenas en la ciudad de Almagro ("En Almagro berenjenas a carros").

## Ingredientes
La provincia posee diversas posibilidades de carnes procedentes de la caza. No debe olvidarse la producción de queso manchego elaborado con leche de oveja. El uso del azafrán y recolección es parte de las especias características de esta provincia manchega.

### Verduras y hortalizas
Una de las hortalizas emblemáticas de la cocina de la provincia es la berenjena de Almagro producida en todo el Campo de Calatrava. Las judías verdes se preparan con el mismo aliño que las berenjenas. El pisto manchego o alboronía, de la misma forma las migas manchegas (jamón frito con picatostes de pan y ajos), el moje manchego y el mojete (una especie de pisto manchego frío), el asadillo. Son populares en Valdepeñas (Ciudad Real) las denominadas sopas vueltas (realizada con pan y un sofrito de ajo y tomate). Las berenjenas en escabeche, típicas de Manzanares. El denominado pan de Cruz elaborado con la Cruz de Calatrava es uno de los panes que posee recibido la protección del sello IGP (Indicación Geográfica Protegida) por la Comisión Europea.
Uno de estos platos son las gachas, elaboradas con harina de almortas o pitos. También pueden hacerse con patatas cocidas y cominos, recibiendo el nombre de Gachas de aceite o de ajillo-comino. En el sur de la provincia, por influencia de Jaén es posible ver preparaciones de pipirrana. En el terreno de las ensaladas cabe destacar la "ensalá de limón" que se realiza en Villanueva de los Infantes y Alcázar de San Juan con zumo y pulpa de limón, cebolla, aceite, pimentón y manzana o naranja. Entre las frutas cabe destacar la producción de melones en la localidad de Membrilla.

### Carnes y pescados
Existe alguna producción de carne porcina, por esta razón y de influencia extemeña se puede ver la patatera así como embutidos como el salchichón imperial. En algunas festividades se elabora el el Cochinillo que se cocina para San Antón. Cabe destacar en mayor proporción la oveja (Cordero manchego) de estos ingredientes se elaboran los duelos y quebrantos cuyos ingredientes principales son huevo revuelto, chorizo, tocino de cerdo entreverado y todo ello preparado en la sartén, es conocido por aparecer referencias de él en el libro de Don Quijote de la Mancha de Miguel de Cervantes. Son frecuentes las calderetas de cordero. Otras preparaciones son el tiznao y somallao, es frecuente el salpicón de vaca (plato de gran tradición en la cocina española) y que consiste en una mezcla de tocino de vaca y magro cocidos, ambos revueltos y bien picado (es decir en salpicón), mezclados con cebollas en rodajas, todo ello aliñado con aceite. Se incluye en la lista el tojunto que es un guiso típicamente manchego cuyos ingredientes principales son una mezcla de componentes cárnicos a base de conejo (o vaca) y verduras.
En Bolaños son muy populares las preparaciones en salazón: salazón, cubanas, etc. tradicionalmente es rebozado en huevo y harina, sobre todo y tradicionalmente servido en Semana Santa. También se utiliza para enriquecer otros platos, como el Moje “Tostao” o “Tiznao”, el potaje de garbanzos, el Moje o ajo molinero.

## Repostería
Dentro de la repostería de la provincia existen preparaciones como las Tortillas de Rodilla, los Rosquillos, las flores, las roscas de tallos, los barquillos (similares a los que se sirven por las calles de Madrid). En Manzanares es popular la Paloma en la fiesta de la Virgen de la Paz , la "rosca utrera" o "nuégados" y el "nazareno de chocolate", que se prepara en Semana Santa, y en Valdepeñas además, los "manoletes"; y en La Solana las "medias lunas". Algunos postres generalistas son famosos como puede ser el arroz con duz frío (duz llaman en La Mancha al dulce).
En Alcázar de San Juan se hacen las "Tortas de Alcázar" de un bizcocho muy suave servido encima de un papel y cubiertas con un jarabe de azúcar que al solidificarse produce una costra muy dulce; se pueden comer de esta forma o mezclarlas con leche hervida y canela para elaborar la "bizcochá" que se sirve fría.

## Bebidas
En la localidad de Tomelloso se elabora el famoso Brandy Peinado; y en Valdepeñas la  muy famosa Limoná.
En Almagro, solamente en un bar restaurante llamado BIKIBAT se elabora la famosa bebida espiritual que se bebía en el corral de comedias en 1628, la cual solo la podían beber ciertas personas de la alta nobleza, esta se llama ALOJA y la receta original permanece bajo secreto en una familia llamada LAS TOÑEJAS, donde ha pasado en generación en generación la receta, es única en España,y todavía hoy en día se sigue haciendo por los herederos de la familia en el Bar bikibat junto al corral de comedias, esta receta ha pasado 4 siglos de descendiente en descendiente.

## Vinos
Los vinos de la región son de gran calidad y tienen Denominación de Origen La Mancha; siendo mucho más antiguos y famosos los de la Denominación de origen Valdepeñas.